# اندیس آهن دشت بو
آهن دشت بو یک اندیس فلزی است که در حوالی شهر کیاسر استان سمنان قرار دارد و مادهٔ معدنی موجود در آن، آهن است.  